# CortoLovere
CortoLovere è il Festival Internazionale di Cortometraggi nato nel 1998 a Lovere (BG) sul Lago d'Iseo con il nome originario di Oscarino. La manifestazione ha luogo presso il cinema-teatro Crystal ed è organizzata dalla Fondazione Domenico Oprandi, associazione loverese Onlus.

## Storia
A inaugurare il Festival nel settembre 1998 è Maria Grazia Cucinotta. Il nome della manifestazione (Oscarino) era stato assegnato dalla Fondazione Oprandi come omaggio all'Oscar americano, del quale veniva e viene tuttora ricalcata la formula dei diversi premi. Il nome e la statuetta sono rimasti fino al 2007, anno in cui il fratello maggiore statunitense ha diffidato la Fondazione dall'utilizzare nome e logo. Gli organizzatori hanno quindi creato un nuovo nome per il Festival. “Oscarino” è diventato così “CortoLovere”, che mantiene la stessa formula e che con il passare del tempo si è consolidato come uno dei festival più ambiti a livello internazionale.
Il presidente onorario del Festival è il cartoonist Bruno Bozzetto mentre ogni edizione ha un diverso presidente di giuria. Nelle diverse edizioni del festival, che ogni anno hanno luogo per tradizione l'ultimo sabato di settembre, hanno assunto questo ruolo molti personaggi come Lina Wertmüller, Alessio Boni, Renzo Martinelli, Enzo Iacchetti, Cochi e Renato, Enrico Lo Verso, Luca Lucini, Maurizio Nichetti e altri ancora. Scopo della manifestazione è di promuovere la cinematografia fra i giovani; dare dignità e visibilità al cortometraggio; creare un archivio di opere da conservare nel tempo; promuovere le opere dei giovani autori locali.
Numerose sono le sezioni riconosciute: Miglior film, soggetto, fotografia, colonna sonora, film di autore bergamasco, film scuole di cinema e istituti scolastici, miglior film web, premi speciali del presidente di giuria e del pubblico in sala. Ogni anno si possono aggiungere altre sezioni.

## CortoLovere 2009
Nell'edizione 2009 del Festival la lista dei premi vede anche la presenza del Premio Tv San Marino, assegnato da San Marino RTV, canale televisivo diretto dalla giornalista Carmen Lasorella.
Montepremi della XII edizione che si è tenuta il 24-25-26 settembre al Teatro Crystal di Lovere è di 8 000 euro.

## CortoLovere 2016
Dal 2016  il festival vede la partecipazione del critico cinematografico Gianni Canova nelle vesti di direttore artistico; nasce, inoltre, una nuova sezione chiamata "Occhi sul lago" in cui alcuni registi, selezionati tramite concorso, presentano un corto in cui il lago deve avere un ruolo. I lavori, realizzati nel giro di 3 giorni, vengono presentati e votati durante la serata di gala del sabato.

## Elenco vincitori
Oscarino 1998
- Oscarino Migliorfilm: 13 storie d'amore di Ambrogio Lo Giudice
- Luccio d'oro al Migliorfilm: Evo di Chris Antony
- Oscarino alla regia: 13 storie d'amore di Ambrogio Lo Giudice
- Luccio d'oro alla regia: Un delitto esemplare di Pier Belloni
- Oscarino alla sceneggiatura: I 36 colpi di Fabio Scamoni
- Luccio d'oro alla sceneggiatura: Non gettate alcun oggetto dal finestrino di Massimo Ferrandi
- Oscarino al montaggio: Autolavaggio di Jacopo Tartarone
- Luccio d'oro al montaggio: Un delitto esemplare di Pier Belloni
- Oscarino alla colonna sonora: Anima larga di Adamo Antonacci e Alessandro Riccio
- Luccio d'oro alla colonna sonora: I 36 colpi di Fabio Scamoni
- Premio Speciale alla fotografia: Evo di Chris Antony

Oscarino 1999
- Oscarino Migliorfilm: Assolo di Marco Pozzi
- Luccio d'oro al Migliorfilm: La lettera di Dario Migliardi
- Oscarino alla regia: Fishflecken di Michael Salzbrenner
- Luccio d'oro alla regia: Zabur di Gunter Haller
- Oscarino alla sceneggiatura: Il monticolo di Cominelli Claudio
- Luccio d'oro alla sceneggiatura: A. A. Agenzia abbandoni di Luca Facchini
- Oscarino alla fotografia: The wind di Bill & Alan
- Luccio d'oro alla fotografia: Assolo di Marco Pozzi
- Oscarino al montaggio: Assolo di Jacopo Tartarone
- Luccio d'oro al montaggio: A. A. Agenzia abbandoni di Luca Facchini
- Oscarino alla colonna sonora: Theatre di Bruno Bozzetto
- Luccio d'oro alla colonna sonora: Fishflecken di Michael Salzbrenner
- L'alborella che ride (divertente): Europe & Italy di Bruno Bozzetto
- Il giovane persico (esordiente): La gabbia di Lucio Martignoni e Piercarlo Mupo

Oscarino 2000
- Oscarino Migliorfilm: Gavetta di Craig Bell
- Oscarino alla regia: Bar Roma di Emanuela del Monaco e Antonio Cosentino
- Oscarino alla sceneggiatura: Tempi moderni di Adelio Gregori
- Oscarino alla fotografia: Around the world di Fabrizio Mari
- Oscarino al montaggio: Fuoco su tela di Alessandro Riccio
- Oscarino alla colonna sonora: Gavetta di Craig Bell
- L'alborella che ride: Tempi moderni di Adelio Gregori
- Luccio d'oro al film più divertente: Mr. Lapsus si suicida di Alessandro Dall'Olio
- Premio del pubblico: Tempi moderni di Adelio Gregori
- Menzioni speciali: 
  - Apples di Rolf Mandolesi
  - Platesse di Ago Panini

Oscarino 2001
- Oscarino al Migliorfilm: Non dire gatto di Giorgio Tirabassi
- Oscarino al Migliorsoggetto: Non dire gatto di Giorgio Tirabassi
- Alborella che ride: Film più divertente: Non dire gatto di Giorgio Tirabassi
- Oscarino alla Migliorregia: Le dernier reve di Emmanuel Jospers
- Oscarino al Migliorfilm straniero: Le dernier reve (Belgio) di Emmanuel Jospers
- Oscarino al Migliormontaggio: Le dernier reve(Belgio) di Emmanuel Jospers
- Segnalazione idea più originale: Clavius di Maurizio Failla
- Oscarino alla Migliorfotografia: Requiem di Corrado Regazzini
- Giovane persico - Per selezione giovani "Selezione EcoG" (Eco di Bergamo): Stefano Riva

Oscarino 2002
- Oscarino al Migliorfilm: Passengers di Joseph Walker
- Oscarino al Migliorfilm straniero: Passengers di Joseph Walker
- Oscarino alla Migliorregia: Click di Andrea Traina
- Oscarino alla Migliorcolonna sonora: Click di Andrea Traina
- Oscarino al Migliorsoggetto: Rufus di Massimo Garletti Costa
- Alborella che ride al film più divertente: Rufus di Massimo Garletti Costa
- Persico Iacchetti - premio del presidente della giuria [Due settimane di stage alla Motion Picture House]: Fivezerozero di Claudio Tedaldi
- Luccio d'oro: Mala tempora di Rolf Mandolesi
- Luccio d'oro: Member di David Brooks

Oscarino 2003
- Oscarino al Migliorfilm e Migliorregia: Oh my god di Cristophe Van Rompaey (Belgio)
- Oscarino al Migliorfilm straniero: Road kill di Jeroen Annokkee (Paesi Bassi)
- Oscarino alla Migliorcolonna sonora: Il silenzio di Gabriele Andreoli
- Oscarino al Migliorsoggetto: L'apparenza di Davide Dapporto
- Persico Martinelli - Premio del presidente della giuria: Buzz di Andrea Rovetta
- Luccio d'oro: Tengo la posizione di Simone Massi
- Segnalati dalla giuria:
  - Only you di Paolo Guerrieri
  - A suivre di Pierre Isoard (Francia)
  - War for nothing di Antonio Diego Granado (Spagna)

Oscarino 2004
- Oscarino al Migliorfilm: Il provino di Andrea Costantino (Oscarino + 2500 euro – premio Comune di Lovere)
- Oscarino alla Migliorregia: Il bosco infinito di Ciro de Caro (Oscarino +1500 euro – premio Ascom-Asarco)
- Oscarino al Migliorfilm delle scuole di cinema: La première fois di Sebastien Carfora (Francia) (Oscarino + 1500 euro – premio Cantieri Riva)
- Oscarino al Migliorsoggetto: Lo spaventapasseri di Cesare Fragnelli (Oscarino + 1000 euro – premio L'Eco di Bergamo)
- Premio alla creatività e all'innovazione tecnologica: Mr. Mille di Massimo Carrier Ragazzi (Oscarino + 1000 euro – premio Quiet, please!)
- Oscarino al Migliorfilm straniero: Druchbolzen di Benni Diaz (Germania) (premio Camera di Commercio di Bergamo)
- Persico Nichetti: È la fine di Vittorio Bianchini (premio personale del presidente della giuria, Maurizio Nichetti)
- Alborella della giuria: Volevo sapere sull'amore di Max Croci
- Premio all'interprete femminile Marina Confalone (alborella)
- Film segnalati:
  - Ultima volontà di Francesco P. Sgarlata
  - Ad occhi aperti di Lorenza Indovina

Oscarino 2005
- Oscarino al Migliorfilm: What the di Simon Ellis (UK)
- Oscarino alla Migliorregia: Chiamare ore pasti di Alessandro Clerici e Massimo Dalprà
- Oscarino al Migliorsoggetto: La scarpa di Andrea Rovetta
- Oscarino al Migliorfilm straniero: Dungle di Phil Traill (UK)
- Persico Wertmüller: Chiamare ore pasti di Alessandro Clerici e Massimo Dalprà
- Oscarino alla Migliorcolonna sonora: Lo guarracino di Michelangelo Fornaro
- Giovane Alborella under 30: Lo guarracino di Michelangelo Fornaro
- Targa “L'Eco di Bergamo” - Migliorfilm autore bergamasco: …Il tempo di una… di Romano Usai
- Luccio d'oro: Technology-X di Federico Della Corte

Oscarino 2006
- Oscarino al Migliorfilm: Naufraghi di Federica Pontremoli (UK)
- Oscarino alla Migliorregia: Baiano di Elisabetta Bernardini
- Oscarino al Migliorsoggetto: Radiopanico
- Oscarino al Migliorfilm straniero: Guard dog di Bill Plympton
- Oscarino alla Migliorcolonna sonora: Amor sacro e amor profano di Stefano Terenziani
- Oscarino al Migliorfilm scuole di cinema: Red car di Francesco Reginelli, Luca Rocchi, Federico Tocchella, del Centro Sperimentale di Cinematografia
- Alborella creativa al film più innovativo: Red car di Francesco Reginelli, Luca Rocchi, Federico Tocchella, del Centro Sperimentale di Cinematografia
- Targa Eco di Bergamo: Photo of a love di Alessandro Clerici
- Persico Lucini, premio speciale del presidente di giuria Luca Lucini, stage sul set del prossimo film di Luca Lucini: Offerte speciali di Gianno Gatti
- Luccio d'oro, menzione speciale della giuria: Contrappassouno di Matteo Giacchella

CortoLovere 2007
- I Premio MigliorFilm - Luccio d'oro: Tokjo jim di Ramie Rafn (UK)
- MigliorRegia - Luccio d'oro: Tutto vero di Matteo Bini e Beppe Manzi
- MigliorSoggetto - Luccio d'oro: Fiori per papà di Philip Kipfer (CH)
- MigliorColonna Sonora - Luccio d'oro: 10000 Pictures of You di Robin King (UK)
- MigliorFilm Straniero - Luccio d'oro: Love letter di Richard Fenwick (UK)
- Premio Style - Luccio d'oro: La dance du corp sans esprit di Fabio Bozzetto
- MigliorFilm Innovativo - Alborella Creativa: 10000 Pictures of You di Robin King (UK)
- MigliorFilm d'Autore Bergamasco - Targa “l'Eco di Bergamo”: La dance du corp sans esprit di Fabio Bozzetto
- Premio Persico Lo Verso: White bits di Alexander Joy (USA)
- Luccio della Giuria - Menzione Speciale della Giuria: Rosso fango di Paolo Ameli

CortoLovere 2008
- I Premio * MigliorFilm - Luccio d'oro e 5.000 euro (premio Comune di Lovere): Sotto le foglie di Stefano Chiodini e Tommaso Arrighi
- MigliorRegia - Luccio d'oro (premio Riva - Ferretti Group): Ombre di Alberto Meroni (CH)
- MigliorSoggetto - Luccio d'oro (premio Ascom - Bergamo): Eel Girl di Paul Champion
- MigliorColonna Sonora - Luccio d'oro (premio Bar Centrale Lovere): Maradona baby di Nino Sabella
- MigliorFilm Straniero - Luccio d'oro (premio Camera del Commercio di Bergamo): Eel Girl di Paul Champion
- MigliorFilm istituti scolastici - Luccio (premio Provincia di Bergamo): Vittima liceo D.Celeri - Lovere
- MigliorFilm di autore bergamasco: Targa L'eco di Bergamo (premio l'Eco di Bergamo): Il funerale di Fibonacci di Emanuele Sana
- Persico Presidente giuria: (premio personale del Presidente della Giuria, Alessio Boni): Eel Girl di Paul Champion (UK)
- MigliorFilm Low Cost - Luccio d'oro e 2.000 euro: Pensieri nascosti di Emanuele Pisano

CortoLovere 2016
- MigliorFilm - Luccio d'oro e 3.000 euro (premio Comune di Lovere - Assessorato alla Cultura): More than two hours, di Ali Asgari
- Premio Nuovi Linguaggi - Luccio d'oro e 500€ (premio Forni Bendotti): Et ta prostate, ca va?, di Cécile Rousset e Jeanne Paturle
- MigliorFotografia - Luccio d'oro (premio ASCOM - Bergamo): Rosinha, di Gui Campos
- MigliorColonna Sonora - Persico d'oro (premio Bar Centrale Lovere): Non senza di me, di Brando De Sica
- MigliorMontaggio - Luccino e Targa Eco di Bergamo: Survival, di Masoud Hatami
- MigliorFilm Scuole di Cinema ed Istituti Specializzati - Persico d'oro (premio Camera di Commercio Bergamo): Lutra, di Davide Merello
- MigliorFilm d'Animazione - Premio "Signor Rossi" (Studio Bozzetto): Just the beginning, di Abraham López Guerrero
- MigliorFilm Giuria Popolare - Alborella d'oro (premio Fondazione della Comunità Bergamasca Onlus): El audifono, di Samuel Quiles Palop
- Vincitore del I concorso "Occhi sul Lago": La pala volante di Gianluca Salluzzo

CortoLovere 2017
- MigliorFilm - Luccio d'oro e 3.000 euro (premio Comune di Lovere - Assessorato alla Cultura): Black ring, di Hasan Can Dağlı
- Premio Nuovi Linguaggi - Luccio d'oro e 500€ (premio Camera di Commercio Bergamo): M.A.M.O.N., di Alejandro Damiani
- MigliorFotografia - Luccio d'oro (premio ASCOM - Bergamo): Tabib, di Carlo D’Ursi
- MigliorColonna Sonora - Persico d'oro (premio Iseo Serrature): L'ora del buio, di Domenico De Feudis (Roma) - Menzione speciale alla giovane attrice protagonista Maria Disegna
- MigliorMontaggio - Luccino e Targa Eco di Bergamo: Penalty, di Aldo Iuliano
- MigliorFilm d'Animazione - Premio "Signor Rossi" (Studio Bozzetto): Darrel, di Marc Briones & Alan Caraban
- MigliorFilm Giuria Popolare - Alborella d'oro (premio Fondazione della Comunità Bergamasca Onlus): Fantasia, di Teemu Nikki
- Vincitore del I concorso "Occhi sul Lago": La prima volta di John Pentassuglia